# Confraternite della diocesi di Locri-Gerace

## Storia
Il primo testo normativo relativo alle Confraternite della Diocesi di Locri-Gerace, è la costituzione sinodale del Vescovo Vincenzo Bonardo, A.D. 1593. Sul finire di quel secolo il numero delle congregazioni presenti nell'allora Diocesi di Gerace, era di circa 90 unità.

## Statistiche
Il paese che vantava il maggior numero di Confraternite, fino ai primi anni del 1900, era Gerace (26), seguito da: Siderno 16; Bovalino 15; Ardore 13; Grotteria 12; Bianco 11; Roccella Jonica 11. In tutti gli altri centri della Diocesi, sono presenti meno di dieci Confraternite per ogni singolo paese.
Il titolo più diffuso è quello del "SS. Rosario", mentre tra le congregazioni intitolate ai Santi, il titolo più diffuso è "San Nicola". 
La Confraternita col maggior numero di iscritti, è quella di Santa Maria del Rosario in Benestare; ne conta circa 2.000, quasi la totalità della popolazione del paese. Tra le confraternite di più antica fondazione, troviamo quelle di Gerace, risalenti al XV secolo d.C.

## Elenco Confraternite della Diocesi di Locri Gerace
| PAESE                   | LOCALITÀ/FRAZIONE     | CONFRATERNITA                                                  | ANNO o SECOLO di FONDAZIONE 1400 | ANNO o SECOLO di FONDAZIONE 1500 | ANNO o SECOLO di FONDAZIONE 1600 | ANNO o SECOLO di FONDAZIONE 1700   | ANNO o SECOLO di FONDAZIONE 1800                                      | ANNO o SECOLO di FONDAZIONE 1900 |
| ----------------------- | --------------------- | -------------------------------------------------------------- | -------------------------------- | -------------------------------- | -------------------------------- | ---------------------------------- | --------------------------------------------------------------------- | -------------------------------- |
| Fabrizia                | Prunari               | Confraternita S. Maria del Rosario                             |                                  |                                  |                                  | Decreto di Ferdinando IV 4/06/1779 |                                                                       |                                  |
| Fabrizia                | Prunari               | Confraternita Maria SS del Carmine e Immacolata                |                                  |                                  |                                  |                                    | Decreto di Ferdinando II 7/01/1842                                    |                                  |
| Agnana Calabra          | Agnana Calabra        | Santa Maria della Misericordia                                 |                                  | X                                |                                  |                                    |                                                                       |                                  |
| Antonimina              | Antonimina            | SS. Rosario                                                    |                                  |                                  | X                                |                                    |                                                                       |                                  |
| Ardore                  | Ardore                | Santa Maria del Soccorso (in disuso)                           |                                  |                                  |                                  |                                    |                                                                       |                                  |
| Ardore                  | Ardore                | San Rocco (in disuso)                                          |                                  |                                  |                                  |                                    |                                                                       |                                  |
| Ardore                  | Ardore                | SS. Rosario (in disuso)                                        |                                  |                                  |                                  |                                    |                                                                       |                                  |
| Ardore                  | Ardore                | Santissimo Sacramento (in diduso)                              |                                  |                                  |                                  |                                    |                                                                       |                                  |
| Ardore                  | Ardore                | Maria SS. Immacolata                                           |                                  |                                  |                                  | Fondata A.D. 1728                  |                                                                       |                                  |
| Ardore                  | Ardore Centro         | Sacro Cuore di Gesù (unica diocesana col titolo di Venerabile) |                                  |                                  |                                  |                                    | Statuto approvato da Re Ferdinando il 18/07/1839 Fondata il 2/08/1840 |                                  |
| Ardore                  | Marina di Ardore      | Maria SS. del Pozzo (in disuso)                                |                                  |                                  |                                  |                                    |                                                                       |                                  |
| Ardore                  | Bombile               | Spirito Santo                                                  |                                  |                                  |                                  |                                    |                                                                       |                                  |
| Ardore                  | San Nicola dei Canali | Maria SS. Annunziata (in disuso)                               |                                  |                                  |                                  |                                    |                                                                       |                                  |
| Ardore                  | San Nicola dei Canali | San Rocco (in disuso)                                          |                                  |                                  |                                  |                                    |                                                                       |                                  |
| Ardore                  | San Nicola dei Canali | SS. Rosario (in disuso)                                        |                                  |                                  |                                  |                                    |                                                                       |                                  |
| Ardore                  | San Nicola dei Canali | Maria SS. Immacolata (in disuso)                               |                                  |                                  |                                  |                                    |                                                                       |                                  |
| Ardore                  | San Nicola dei Canali | San Nicola di Bari                                             |                                  |                                  |                                  |                                    |                                                                       |                                  |
| Benestare               | Benestare             | Maria SS. della Misericordia (in disuso)                       |                                  |                                  | X                                |                                    |                                                                       |                                  |
| Benestare               | Benestare             | Santa Maria del Rosario                                        |                                  |                                  |                                  | X                                  |                                                                       |                                  |
| Benestare               | Benestare             | San Giuseppe e Sant'Antonio                                    |                                  |                                  |                                  |                                    | 1845                                                                  |                                  |
| Benestare               | Benestare             | SS. Sacramento (in disuso)                                     |                                  |                                  |                                  |                                    | X                                                                     |                                  |
| Bianco                  | Bianco                | SS.Annunziata                                                  |                                  |                                  |                                  |                                    |                                                                       |                                  |
| Bianco                  | Bianco                | Santa Caterina                                                 |                                  |                                  |                                  |                                    |                                                                       |                                  |
| Bianco                  | Bianco                | San Francesco d'Assisi                                         |                                  |                                  |                                  |                                    |                                                                       |                                  |
| Bianco                  | Bianco                | Sant'Andrea                                                    |                                  |                                  |                                  |                                    |                                                                       |                                  |
| Bianco                  | Bianco                | SS. Sacramento                                                 |                                  |                                  |                                  |                                    |                                                                       |                                  |
| Bianco                  | Bianco                | SS. Concezione della B.V.M.                                    |                                  |                                  |                                  |                                    |                                                                       |                                  |
| Bianco                  | Bianco                | San Leonardo                                                   |                                  |                                  |                                  |                                    |                                                                       |                                  |
| Bianco                  | Bianco                | Maria SS. del Soccorso                                         |                                  |                                  |                                  |                                    |                                                                       |                                  |
| Bianco                  | Bianco                | SS. Rosario                                                    |                                  |                                  |                                  |                                    |                                                                       |                                  |
| Bianco                  | Bianco                | Maria SS. di Pugliano                                          |                                  |                                  |                                  |                                    |                                                                       |                                  |
| Bianco                  | Bianco                | Maria SS. del Carmine                                          |                                  |                                  |                                  |                                    |                                                                       |                                  |
| Bovalino                | Bovalino Marina       | San Francesco di Paola                                         |                                  |                                  |                                  |                                    |                                                                       |                                  |
| Bovalino                | Bovalino Marina       | SS. Sacramento                                                 |                                  |                                  |                                  |                                    |                                                                       |                                  |
| Bovalino                | Bovalino Superiore    | San Nicola (in disuso)                                         |                                  |                                  |                                  |                                    |                                                                       |                                  |
| Bovalino                | Bovalino Superiore    | San Sebastiano (in disuso)                                     |                                  |                                  |                                  |                                    |                                                                       |                                  |
| Bovalino                | Bovalino Superiore    | SS. Annunziata (in disuso)                                     |                                  |                                  |                                  |                                    |                                                                       |                                  |
| Bovalino                | Bovalino Superiore    | SS. Rosario (in disuso)                                        |                                  |                                  |                                  |                                    |                                                                       |                                  |
| Bovalino                | Bovalino Superiore    | SS. Sacramento (in disuso)                                     |                                  |                                  |                                  |                                    |                                                                       |                                  |
| Bovalino                | Bovalino Superiore    | San Rocco (in disuso)                                          |                                  |                                  |                                  |                                    |                                                                       |                                  |
| Bovalino                | Bovalino Superiore    | San Leonardo (in disuso)                                       |                                  |                                  |                                  |                                    |                                                                       |                                  |
| Bovalino                | Bovalino Superiore    | Santa Lucia (in disuso)                                        |                                  |                                  |                                  |                                    |                                                                       |                                  |
| Bovalino                | Bovalino Superiore    | Santa Caterina (in disuso)                                     |                                  |                                  |                                  |                                    |                                                                       |                                  |
| Bovalino                | Bovalino Superiore    | San Giuseppe (in disuso)                                       |                                  |                                  |                                  |                                    |                                                                       |                                  |
| Bovalino                | Bovalino Superiore    | Maria SS. Immacolata                                           |                                  |                                  |                                  |                                    |                                                                       |                                  |
| Bruzzano                |                       |                                                                |                                  |                                  |                                  |                                    |                                                                       |                                  |
| Canolo                  |                       | SS. Sacramento                                                 |                                  |                                  |                                  |                                    |                                                                       |                                  |
| Canolo                  |                       | SS. Rosario                                                    |                                  |                                  |                                  |                                    |                                                                       |                                  |
| Careri                  |                       |                                                                |                                  |                                  |                                  |                                    |                                                                       |                                  |
| Casignana               |                       |                                                                |                                  |                                  |                                  |                                    |                                                                       |                                  |
| Caulonia                | Caulonia Superiore    | SS. Rosario                                                    |                                  |                                  |                                  | X                                  |                                                                       |                                  |
| Caulonia                | Caulonia Superiore    | Immacolata Concezione di Maria SS.                             |                                  |                                  |                                  | X                                  |                                                                       |                                  |
| Ciminà                  |                       |                                                                |                                  |                                  |                                  |                                    |                                                                       |                                  |
| Condoianni              |                       |                                                                |                                  |                                  |                                  |                                    |                                                                       |                                  |
| Gerace                  | Gerace                | San Gregorio Papa                                              | 1453                             |                                  |                                  |                                    |                                                                       |                                  |
| Gerace                  | Gerace                | San Giacomo Apostolo                                           | 1453                             |                                  |                                  |                                    |                                                                       |                                  |
| Gerace                  | Gerace                | Santo Stefano                                                  | 1453                             |                                  |                                  |                                    |                                                                       |                                  |
| Gerace                  | Gerace                | Santa Maria della Mercede                                      |                                  |                                  |                                  |                                    |                                                                       |                                  |
| Gerace                  | Gerace                | SS. Sacramento                                                 |                                  |                                  |                                  |                                    |                                                                       |                                  |
| Gerace                  | Gerace                | Santa Maria                                                    |                                  |                                  |                                  |                                    |                                                                       |                                  |
| Gerace                  | Gerace                | San Biagio                                                     |                                  |                                  |                                  |                                    |                                                                       |                                  |
| Gerace                  | Gerace                | San Nicola del Burghetto                                       |                                  |                                  |                                  |                                    |                                                                       |                                  |
| Gerace                  | Gerace                | San Nicola                                                     |                                  |                                  |                                  |                                    |                                                                       |                                  |
| Gerace                  | Gerace                | San Sebastiano                                                 |                                  |                                  |                                  |                                    |                                                                       |                                  |
| Gerace                  | Gerace                | Santa Margherita                                               |                                  |                                  |                                  |                                    |                                                                       |                                  |
| Gerace                  | Gerace                | San Nicola del T.                                              |                                  |                                  |                                  |                                    |                                                                       |                                  |
| Gerace                  | Gerace                | Santa Maria                                                    |                                  |                                  |                                  |                                    |                                                                       |                                  |
| Gerace                  | Gerace                | SS. Trinità                                                    |                                  |                                  |                                  |                                    |                                                                       |                                  |
| Gerace                  | Gerace                | Immacolata Concezione                                          |                                  |                                  |                                  |                                    |                                                                       |                                  |
| Gerace                  | Gerace                | Santa Maria del Carmine                                        |                                  |                                  |                                  |                                    |                                                                       |                                  |
| Gerace                  | Gerace                | Santa Maria di Pugliano                                        |                                  |                                  |                                  |                                    |                                                                       |                                  |
| Gerace                  | Gerace                | SS. Rosario                                                    |                                  |                                  |                                  |                                    |                                                                       |                                  |
| Gerace                  | Gerace                | Santa Lucia                                                    |                                  |                                  |                                  |                                    |                                                                       |                                  |
| Gerace                  | Gerace                | Santa Maria de Ferro                                           |                                  |                                  |                                  |                                    |                                                                       |                                  |
| Gerace                  | Gerace                | SS. Trinità del Monte                                          |                                  |                                  |                                  |                                    |                                                                       |                                  |
| Gerace                  | Gerace                | Santa Maria Egiziaca                                           |                                  |                                  |                                  |                                    |                                                                       |                                  |
| Gerace                  | Gerace                | Annunciazione della B.V.M.                                     |                                  |                                  |                                  |                                    |                                                                       |                                  |
| Gerace                  | Gerace                | Maria SS. Addolorata                                           |                                  |                                  |                                  |                                    |                                                                       |                                  |
| Gerace                  | Gerace                | San Nicola e Santa Veneranda                                   |                                  |                                  |                                  |                                    |                                                                       |                                  |
| Gerace                  | Gerace                | S.C. di Gesù e Maria SS. del Rosario                           |                                  |                                  |                                  |                                    |                                                                       |                                  |
| Gioiosa Ionica          |                       |                                                                |                                  |                                  |                                  |                                    |                                                                       |                                  |
| Grotteria               |                       |                                                                |                                  |                                  |                                  |                                    |                                                                       |                                  |
| Locri                   | Locri                 | Maria SS. Immacolata                                           |                                  |                                  |                                  |                                    |                                                                       |                                  |
| Locri                   | Locri                 | Maria SS. Addolorata                                           |                                  |                                  |                                  |                                    |                                                                       |                                  |
| Mammola                 | Mammola               | SS. Rosario                                                    |                                  |                                  |                                  |                                    |                                                                       |                                  |
| Mammola                 | Mammola               | Maria SS. Annunziata                                           |                                  |                                  |                                  |                                    |                                                                       |                                  |
| Martone                 | Martone               | San Giorgio                                                    |                                  |                                  |                                  |                                    |                                                                       |                                  |
| Martone                 | Martone               | SS. Sacramento                                                 |                                  |                                  |                                  |                                    |                                                                       |                                  |
| Martone                 | Martone               | SS. Rosario                                                    |                                  |                                  |                                  |                                    |                                                                       |                                  |
| Platì                   |                       |                                                                |                                  |                                  |                                  |                                    |                                                                       |                                  |
| Portigliola             |                       |                                                                |                                  |                                  |                                  |                                    |                                                                       |                                  |
| Roccella Jonica         | Roccella Jonica       | Arciconfraternita di San Giuseppe                              |                                  |                                  |                                  |                                    |                                                                       |                                  |
| Samo                    |                       |                                                                |                                  |                                  |                                  |                                    |                                                                       |                                  |
| San Giovanni di Gerace  |                       |                                                                |                                  |                                  |                                  |                                    |                                                                       |                                  |
| San Luca                |                       |                                                                |                                  |                                  |                                  |                                    |                                                                       |                                  |
| Sant'Agata del Bianco   |                       |                                                                |                                  |                                  |                                  |                                    |                                                                       |                                  |
| Sant'Ilario dello Ionio |                       |                                                                |                                  |                                  |                                  |                                    |                                                                       |                                  |
| Siderno                 | Siderno Marina        | Maria SS. del Carmine                                          |                                  |                                  |                                  |                                    |                                                                       |                                  |
| Siderno                 | Siderno Marina        | Maria SS. di Portosalvo                                        |                                  |                                  |                                  |                                    |                                                                       |                                  |
| Siderno                 | Mirto                 | Maria SS. Immacolata                                           |                                  |                                  |                                  |                                    |                                                                       |                                  |
| Siderno                 | Siderno Superiore     | Santa Caterina                                                 |                                  |                                  |                                  |                                    |                                                                       |                                  |
| Siderno                 | Siderno Superiore     | SS. Sacramento                                                 |                                  |                                  |                                  |                                    |                                                                       |                                  |
| Siderno                 | Siderno Superiore     | Santa Lucia                                                    |                                  |                                  |                                  |                                    |                                                                       |                                  |
| Siderno                 | Siderno Superiore     | San Leonardo                                                   |                                  |                                  |                                  |                                    |                                                                       |                                  |
| Siderno                 | Siderno Superiore     | SS. Rosario                                                    |                                  |                                  |                                  |                                    |                                                                       |                                  |
| Siderno                 | Siderno Superiore     | Santa Maria del soccorso                                       |                                  |                                  |                                  |                                    |                                                                       |                                  |
| Siderno                 | Siderno Superiore     | Santa Maria della Pietà                                        |                                  |                                  |                                  |                                    |                                                                       |                                  |
| Siderno                 | Siderno Superiore     | San Sebastiano                                                 |                                  |                                  |                                  |                                    |                                                                       |                                  |
| Siderno                 | Siderno Superiore     | San Carlo                                                      |                                  |                                  |                                  |                                    |                                                                       |                                  |
| Siderno                 | Siderno Superiore     | San Francesco Saverio                                          |                                  |                                  |                                  |                                    |                                                                       |                                  |
| Siderno                 | Siderno Superiore     | S.C. di Maria Immacolata                                       |                                  |                                  |                                  |                                    |                                                                       |                                  |
| Siderno                 | Siderno Superiore     | Madonna dei sette dolori                                       |                                  |                                  |                                  |                                    |                                                                       |                                  |
| Siderno                 | Siderno Superiore     | Madonna dell'Arco                                              |                                  |                                  |                                  |                                    |                                                                       |                                  |